# Liste der Bodendenkmäler in Floß (Oberpfalz)
Auf dieser Seite sind die Bodendenkmäler in dem Oberpfälzer Markt Floß zusammengestellt. Diese Tabelle ist eine Teilliste der Liste der Bodendenkmäler in Bayern. Grundlage ist die Bayerische Denkmalliste, die auf Basis des Bayerischen Denkmalschutzgesetzes vom 1. Oktober 1973 erstmals erstellt wurde und seither durch das Bayerische Landesamt für Denkmalpflege geführt wird. Die folgenden Angaben ersetzen nicht die rechtsverbindliche Auskunft der Denkmalschutzbehörde.

## Bodendenkmäler in Floß
| Lage       | Objekt | Akten-Nr.     | Bild |
| ---------- | --- | ------------- | --- |
| (Standort) | Mittelalterlicher Turmhügel. | D-3-6239-0003 | |
| (Standort) | Mittelalterliche und frühneuzeitliche Wüstung „Münchhof“. | D-3-6239-0021 | |
| (Standort) | Archäologische Befunde der abgegangenen mittelalterlichen und frühneuzeitlichen Wallfahrtskirche St. Salvator mit zugehöriger Klause. | D-3-6239-0038 | |
| (Standort) | Vorgeschichtliche, wohl urnenfelderzeitliche Siedlung, mittelalterliche Wüstung. | D-3-6239-0046 | |
| (Standort) | Mesolithische Freilandstation, vorgeschichtliche Siedlung. | D-3-6239-0047 | |
| (Standort) | Mittelalterlicher Burgstall „Haselstein“. | D-3-6239-0060 | weitere Bilder |
| (Standort) | Archäologische Befunde des Mittelalters und der frühen Neuzeit im Bereich der evangelisch-lutherischen Pfarrkirche St. Johannes Baptist in Floß, darunter die Spuren von Vorgängerbauten bzw. älterer Vorgängerbauten sowie der zugehörigen Kirchhofbefestigung. | D-3-6239-0063 | Archäologische Befunde des Mittelalters und der frühen Neuzeit im Bereich der evangelisch-lutherischen Pfarrkirche St. Johannes Baptist in Floß, darunter die Spuren von Vorgängerbauten bzw. älterer Vorgängerbauten sowie der zugehörigen Kirchhofbefestigung |
| (Standort) | Archäologische Befunde des Mittelalters und der frühen Neuzeit im Bereich der katholischen Wallfahrtskirche St. Nikolaus in Floß, darunter die Spuren von Vorgängerbauten bzw. älterer Bauphasen.                                                                | D-3-6239-0064 | Archäologische Befunde des Mittelalters und der frühen Neuzeit im Bereich der katholischen Wallfahrtskirche St. Nikolaus in Floß, darunter die Spuren von Vorgängerbauten bzw. älterer Bauphasen                                                                |
| (Standort) | Mittelalterliche und frühneuzeitliche Hofwüstung „Wilkershof“. | D-3-6239-0069 | |
| (Standort) | Archäologische Befunde der frühen Neuzeit im Bereich des ehemaligen Landsassengutes und Schlosses von Kalmreuth. | D-3-6239-0090 | |
| (Standort) | Untertägige Befunde des Außenlagers Grafenreuth des Konzentrationslagers Flossenbürg. | D-3-6339-0063 | |